# The Emperor Jones (film, 1933)
Pour les articles homonymes, voir The Emperor Jones.
Pour plus de détails, voir Fiche technique et Distribution.
The Emperor Jones (titre original) est un film américain réalisé par Dudley Murphy, sorti en 1933.
Il est inscrit au National Film Registry depuis 1999 et conservé à ce titre à la Bibliothèque du Congrès.

## Synopsis
Sur une île imaginaire des Antilles, Brutus Jones s'évade du bagne où il était détenu pour avoir tué un homme. Un concours de circonstances lui permet ensuite de s'auto-proclamer empereur de l'île, avec l'aide du commerçant Smithers. Mais tyrannique et volant ses « sujets », ceux-ci se révoltent et le contraignent à s'enfuir dans la jungle.

## Fiche technique
- Titre original : The Emperor Jones
- Titre original alternatif : Emperor Jones
- Réalisation : Dudley Murphy
- Scénario : DuBose Heyward, d'après la pièce éponyme d'Eugene O'Neill (créée à Broadway en 1920)
- Musique (et direction musicale) : Frank Tours
- Directeur de la photographie : Ernest Haller
- Directeur artistique : Herman Rosse
- Montage : Grant Whytock
- Producteurs : Gifford Cochran et John Krimsky
- Société de production : John Krimsky and Gifford Cochran Inc.
- Société de distribution : United Artists
- Genre : Drame
- Noir et blanc - 80 min (durée initiale)
- Date de sortie :
  - États-Unis : 29 septembre 1933

## Distribution
- Paul Robeson : Brutus Jones
- Dudley Digges : Smithers
- Frank Wilson : Jeff
- Fredi Washington : Undine
- Ruby Elzy : Dolly
- George Stamper : Lem

Et, parmi les acteurs non crédités :
- Billie Holiday : Chanteuse de night-club
- Rex Ingram : Crieur au tribunal

## Galerie photos

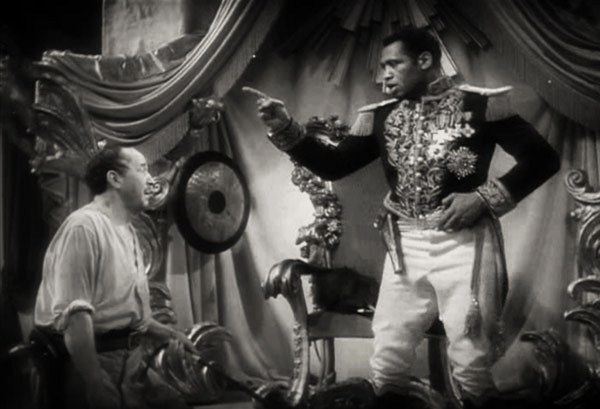
Dudley Digges et Paul Robeson
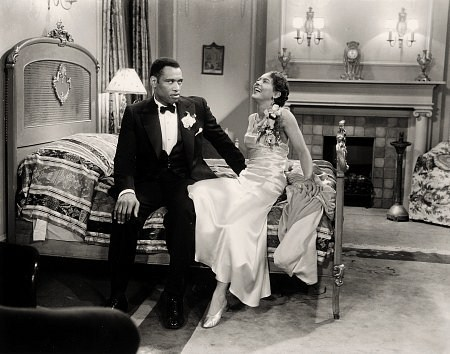
Paul Robeson et Fredi Washington
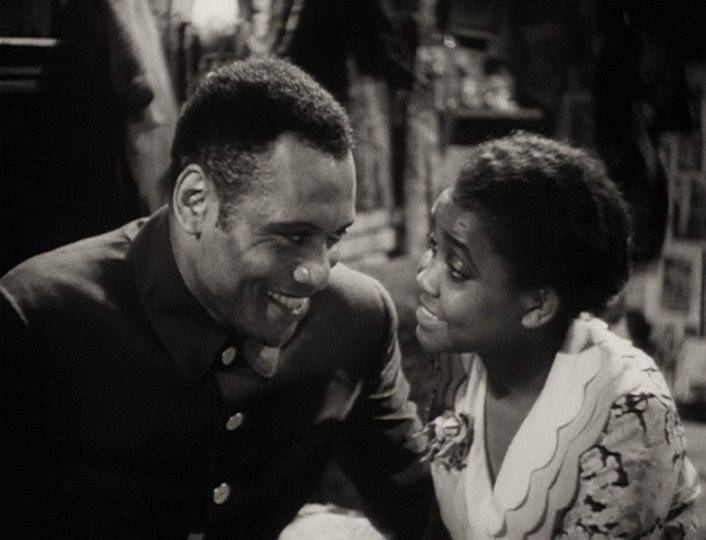
Paul Robeson et Ruby Elzy
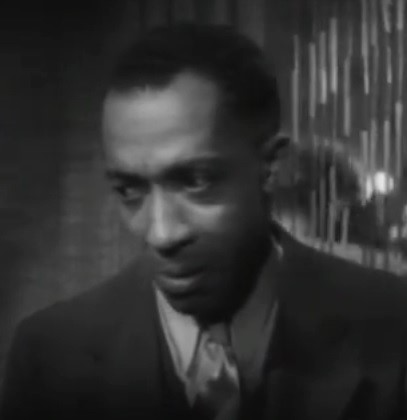
Frank Wilson
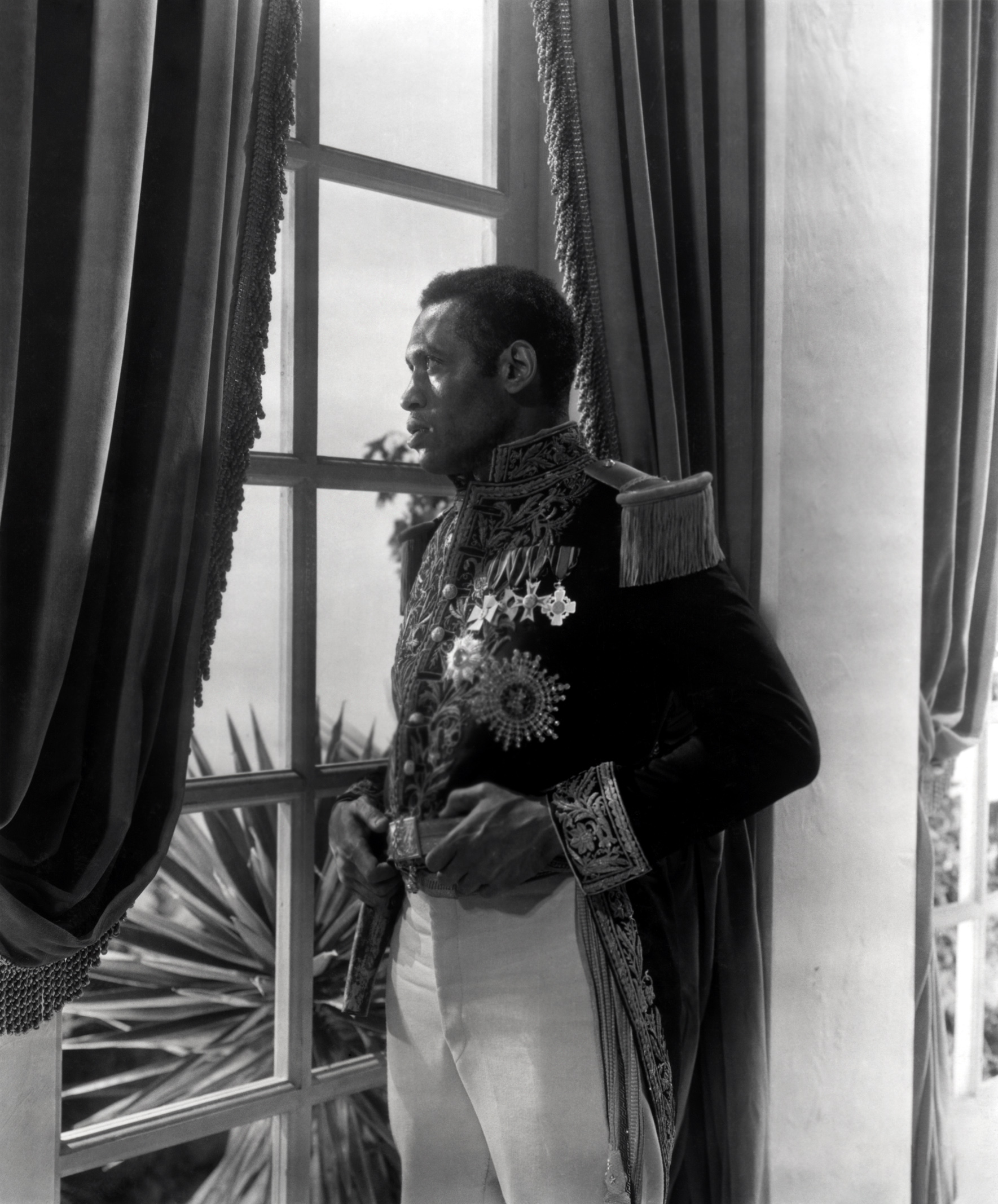
Paul Robeson, dans le rôle-titre